# Вежа Святої Агати
Вежа Святої Агати (мальт. Torri ta' Sant'Agata), також відома як Червона Вежа (мальт. Torri l-Aħmar), Вежа Мелліха (мальт. Torri tal-Mellieħa) або Форт Сент-Агата (мальт. Forti Sant'Agata), велика бастіонна сторожова вежа в містечку Мелліха, Мальта. Побудована між 1647 і 1649 роками як шоста з веж Ласкаріса. Конструкція вежі повністю відрізняється від решти веж Ласкаріса, але вона схожа на попередні Вігнакурські вежі. Вежа Святої Агати була останньою великою бастіонною вежею, побудованою на Мальті.

## Історія та архітектура

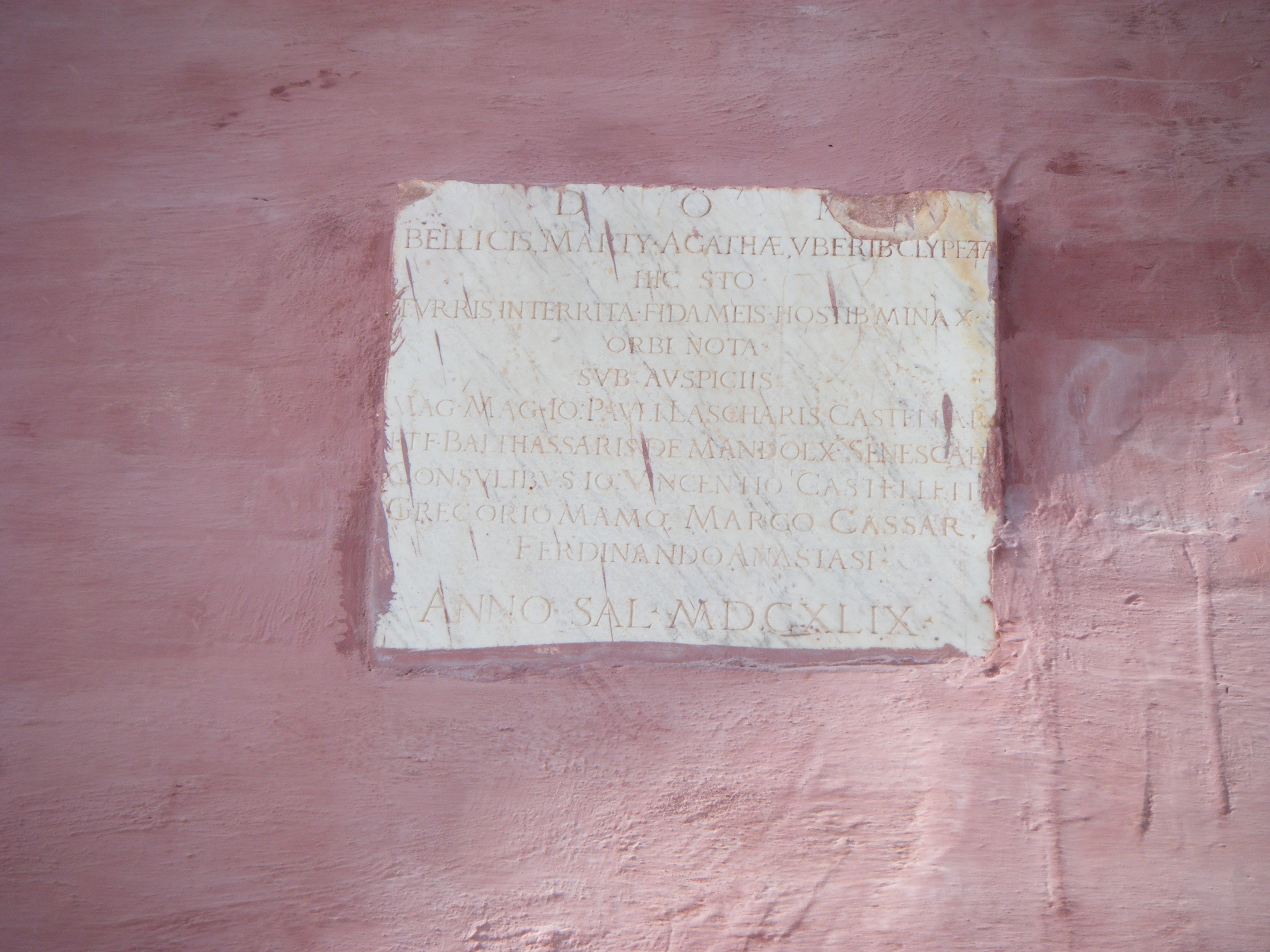
Напис на вежі датований 1649 роком

Вежа Святої Агати була побудована між листопадом 1647 і квітнем 1649 року за проектом архітектора Антоніо Гарсіна. Споруда складається з квадратної вежі з чотирма кутовими вежами. Гарматні отвори в вежах створювали пов'язані між собою поля вогню, які керували нижньою частиною стін і воріт, а інші великі гарматні отвори були на фасадах головної вежі. Зовнішні стіни мають товщину біля основи приблизно чотири метри, а внутрішня частина вежі закрита склепінчастим дахом. Кутові башточки увінчані дуже характерними зубцями на риб'ячому хвості. У вежі розташовувалася каплиця.
Вежа займає високу позицію на гребені хребта Марфа в північно-західній частині Мальти, звідки відкривається вид на природну гавань і місце висадки потенційних ворогів у затоці Мелліха, зокрема на Коміно та Гозо, а також на схід до лінії сторожових веж уздовж північного узбережжя Мальти, які з'єднували її зі штабом лицарів у Валлетті. Це була головна фортеця лицарів на заході Мальти, і її укомплектовував гарнізон із 30 чоловіків із боєприпасами та припасами, щоб витримати облогу тривалістю 40 днів. Боєприпаси інших укріплень на півночі Мальти також зберігалися у вежі.
Як і багато інших ранніх оборонних споруд лицарів, вежа Святої Агати була зміцнена на початку 18-го століття. Навколо фланків вежі у вигляді ряду редану було споруджено низькопрофільну бутову стінку. Завдяки цьому вежа також функціонувала як редут, подібний до того, що був у Жаббарі під час французької блокади.
Він продовжував виконувати військові функції протягом британського періоду та був укомплектований під час обох світових воєн. З британського періоду він продовжував виконувати свої військові функції, використовуючись як радіолокаційна станція збройними силами Мальти.

## Сьогодення

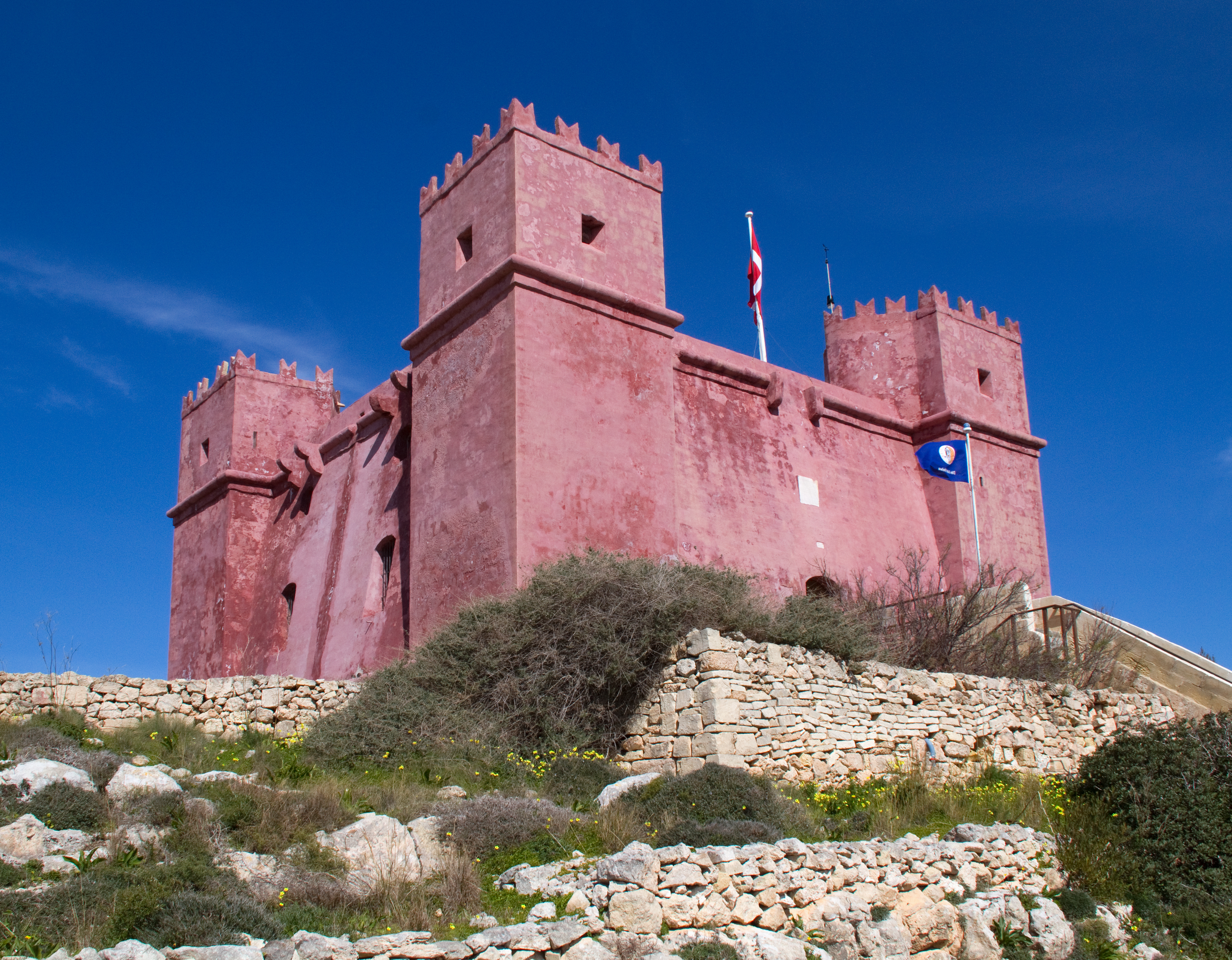
Південно-західний кут вежі, на передньому плані — антремфон із бутової стіни

До кінця 20-го століття вежа Святої Агати була в поганому стані: одна башточка була повністю відсутня, а інша башточка була серйозно пошкоджена. Вежа була поступово відновлена компанією Din l-Art Ħelwa, починаючи з 1999 року та завершившись у 2001 році, за значної спонсорської підтримки. У рамках реставраційних робіт було замінено пошкоджені башточки, перебудовано стіни та дах, замінено роз'їдене кам'яне облицювання, внутрішні стіни пофарбовано, розкрито оригінальну підлогу та перебудовано внутрішні сходи на дах. Через надзвичайну нерівність підлоги її нещодавно вкрили дерев'яною поверхнею зі скляними отворами, через які можна побачити оригінальні плити. Вежа все ще перебуває під опікою Din l-Art Ħelwa і відкрита для відвідування.
У 2015 році вежа була нагороджена сертифікатом якості від TripAdvisor.